# Xuân Giang, Thọ Xuân
Xuân Giang là một xã thuộc huyện Thọ Xuân, tỉnh Thanh Hóa, Việt Nam.
Xã Xuân Giang có diện tích 5,16 km², dân số năm 1999 là 5117 người, mật độ dân số đạt 992 người/km².